# 延吉边务督办公署旧址
延吉边务督办公署旧址，位于中国吉林省延边朝鲜族自治州延吉市河南街，为一个全国重点文物保护单位，类型为古建筑，公布时间为2013年3月5日。该文物保护单位由延吉市文物管理所管理。
延吉边务督办公署的历史年代为清代。